# Melignomon
Melignomon Reichenow, 1898, è un genere di uccelli insettivori tropicali della famiglia Indicatoridae (ordine Piciformes), detti uccelli indicatori perché indicano con strida la presenza degli alveari selvatici.

## Distribuzione e habitat
Il genere Melignomon è diffuso nell'Africa occidentale e gran parte dell'Africa centrale.

## Sistematica
Il genere comprende le seguenti specie:
- Melignomon zenkeri Reichenow, 1898 - indicatore di Zenker
- Melignomon eisentrauti Louette, 1981, - indicatore piedigialli